# Ivica Vrdoljak
Pour les articles homonymes, voir Vrdoljak.
Ivica Vrdoljak (prononcer /ˈiʋiːtsa ˈʋrːdɔʎaːk/), né le 19 septembre 1983 à Novi Sad en Yougoslavie (aujourd'hui en Serbie), est un footballeur croate. Il évolue au poste de milieu de terrain mais peut aussi être utilisé en tant que défenseur.

## Biographie

### Vers la nationalité croate
Ivica Vrdoljak commence le football au club local, le FK Vojvodina Novi Sad, l'une des meilleures équipes de Yougoslavie. Alors qu'il est encore chez les jeunes, il part en 2003 en Croatie, au Croatia Sesvete, club de deuxième division. Il y fait une bonne saison, et se fait remarquer par le NK Zagreb, équipe de l'élite croate. En trois ans, Vrdoljak joue quatre-vingt-un matches, marque trois buts, et demande la nationalité croate. Il l'obtient très vite, et fait même ses débuts chez les espoirs.

### Les titres avec le Dinamo Zagreb
En 2007, avec son coéquipier Mario Mandžukić, il rejoint le Dinamo Zagreb, club le plus titré du pays, pour un million d'euros. Dès son arrivée, il s'impose comme le patron du milieu de terrain. Jouant presque trente matches de championnat chaque saison, Vrdoljak fait aussi ses débuts en Coupe d'Europe. Ainsi, il joue son premier match de Ligue des Champions le 15 août 2007 contre le Werder Brême. Par trois fois consécutivement, il remporte le championnat national, et la coupe par deux fois.

### Signature au Legia Varsovie
Le 28 mai 2010, il signe un contrat de trois ans avec le Legia Varsovie, en Pologne. Transféré pour un peu plus d'un million et demi d'euros, il devient le joueur le plus cher de l'histoire du club, mais aussi arrivant en Ekstraklasa.

## Palmarès

### Dinamo Zagreb
- Champion de Croatie en 2008, 2009 et 2010.
- Vainqueur de la Coupe de Croatie en 2008 et 2009.

### Legia Varsovie
- Champion de Pologne en 2013 et 2014.
- Vainqueur de la Coupe de Pologne en 2011, 2012, 2013 et 2015.